# Березівка (притока Хоролу)
Бере́зівка — колишня ліва притока річки Хоролу (басейн Дніпра).
Протікала поблизу села Вишняків Хорольського району Полтавської області. На початку XX століття річка Хорол змінила напрямок свої течії в цьому місці. Внаслідок цього Березівка перетворилася на русло Хоролу.